# Trần Minh Đức (Thừa Thiên Huế)
Trần Minh Đức (1924 – 2018, là một tướng lĩnh, sĩ quan cao cấp trong Quân đội nhân dân Việt Nam, hàm Thiếu tướng, nguyên Phó Giám đốc Học viện Hậu cần.

## Tiểu sử, sự nghiệp
Ông Trần Minh Đức tên khai sinh Trần Văn Phố; bí danh Hải Đạo. Ông sinh năm 1924 tại Xã Phú Dương, huyện Phú Vang, tỉnh Thừa Thiên – Huế.
- Tháng 8 năm 1945, ông là Ủy viên Ủy ban nhân dân Cách mạng lâm thời.
- Tháng 10 năm 1945, ông giữ chức Phó trưởng Ty Công an cảnh sát Huế.
- Tháng 4 năm 1946, ông giữ chức Trưởng phòng Quân sự Ủy ban hành chính tỉnh Thừa Thiên.
- Tháng 12 năm 1946, ông giữ chức Thư ký Văn phòng Ủy ban hành chính tỉnh Thừa Thiên.
- Tháng 11 năm 1948, ông là Học viên lớp huyện ủy.
- Tháng 1 năm 1949, ông là Cán bộ Tuyên huấn tỉnh Thừa Thiên.
- Tháng 6 năm 1950, ông đi học tại Trường Nguyễn Ái Quốc.
- Tháng 7 năm 1950, ông vào quân đội, làm Trưởng ban Tiếp nhận quân trang viện trợ.
- Tháng 1 năm 1951, ông giữ chức Trưởng ban Tính tiếp liệu, Cục Quân nhu.
- Tháng 1 năm 1952, ông Phụ trách Phòng Quân trang, Cục Quân nhu.
- Tháng 11 năm 1953, ông Phụ trách Ban Kế hoạch Hậu cần Chiến dịch Điện Biên Phủ.
- Tháng 7 năm 1954, được bổ nhiệm làm Trưởng đoàn cán bộ phụ trách cung cấp bộ đội tình nguyện Lào tập kết.
- Tháng 1 năm 1955, ông là Cán bộ Kế hoạch, Tổng cục Hậu cần.
- Tháng 7 năm 1955, được bổ nhiệm giữ chức Phó trưởng phòng (Bí thư), Tổng cục Hậu cần.
- Tháng 6 năm 1956, ông Phụ trách Phòng Quân vụ Hành chính, Trường Cán bộ Hậu cần.
- Tháng 1 năm 1957, ông đi học Trung văn tại Trường Văn hóa Kiến An.
- Tháng 8 năm 1958, ông là Học viên Học viện Hậu cần (Trung Quốc).
- Tháng 10 năm 1961, ông Phụ trách Ban biên soạn tài liệu Hậu cần, Học viện Quân chính.
- Tháng 4 năm 1962, ông giữ chức Phó chủ nhiệm Hậu cần Sư đoàn 308.
- Tháng 10 năm 1964, ông Đi B và giữ chức Chủ nhiệm Hậu cần Phân khu Bắc Trị Thiên – Huế.
- Tháng 12 năm 1967, ông giữ chức Phó chủ nhiệm Hậu cần B4, Chủ nhiệm Hậu cần phân khu Trị Thiên – Huế.
- Tháng 6 năm 1976, ông làm Trưởng khoa Hậu cần, Học viện Quân sự cấp cao.
- Tháng 9 năm 1978, ông làm Đoàn trưởng, Bí thư chi bộ lớp bổ túc, Học viện Hậu cần Lênin-grat (Liên Xô).
- Tháng 8 năm 1979, ông giữ chức Trưởng khoa Hậu cần, Học viện Quân sự cấp cao.
- Tháng 12 năm 1979, ông giữ chức Phó viện trưởng, Học viện Hậu cần.
- Tháng 10 năm 1987, ông nghỉ hưu.
- Ngày 16 tháng 3 năm 2018, ông từ trần tại Bệnh viện Trung ương Quân đội 108, an táng tại nghĩa trang Vĩnh Hằng[1]

Thiếu tướng (12.1985)

## Thành tích
- Huân chương Độc lập hạng Nhì
- Huân chương Chiến thắng hạng Nhì
- Huân chương Kháng chiến chống Pháp hạng Ba
- Huân chương Kháng chiến chống Mỹ, cứu nước hạng Nhất
- Huân chương Chiến công hạng Nhất
- Huân chương Chiến sĩ vẻ vang hạng Nhất, Nhì, Ba
- Huy chương Quân kỳ Quyết thắng

Huy hiệu 70 năm tuổi Đảng